# ميشيل فوترو
ميشيل فوترو (بالفرنسية: Michel Vautrot)‏، حكم كرة قدم فرنسي سابق.
و قد حكم في كأس الخليج 1986، وقد أدار مباراة منتخب البحرين لكرة القدم ومنتخب السعودية لكرة القدم في 25 مارس 1986، وقد أدار مباراة منتخب الكويت لكرة القدم ومنتخب الإمارات لكرة القدم في 28 مارس 1986، وقد أدار مباراة منتخب الإمارات لكرة القدم ومنتخب عمان لكرة القدم في 30 مارس 1986، وقد أدار مباراة منتخب الكويت لكرة القدم ومنتخب قطر لكرة القدم في 1 ابريل 1986.

## روابط خارجية
- ميشيل فوترو على موقع Soccerway.com (الإنجليزية)